# Ils ne tuent que leurs maîtres
Pour plus de détails, voir Fiche technique et Distribution.
Ils ne tuent que leurs maîtres (titre original : They Only Kill Their Masters) est un film américain réalisé par James Goldstone et sorti en 1972.
Le titre du film fait référence à un chien dobermann considéré comme responsable du meurtre d'une femme. Bien que le chien soit innocenté dans les dix premières minutes du film, l'affiche, le titre et le sujet du film ont contribué à la méfiance du public face à ce type de chiens.

## Synopsis

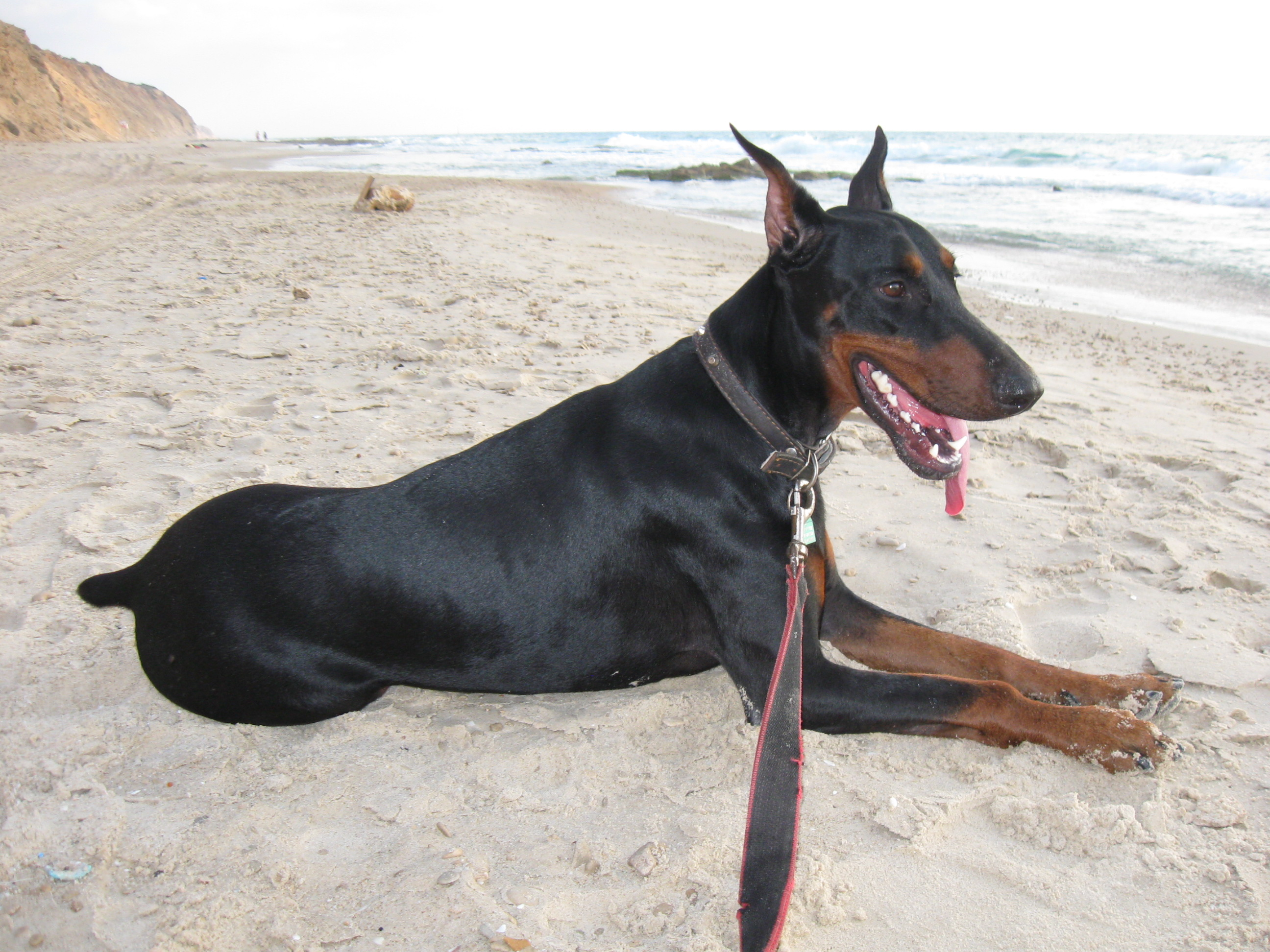
Un dobermann sur une plage.

Le chef de la police enquête sur la mort d'une femme enceinte, dans une petite ville de Californie au bord de la mer. Il commence par penser qu'elle a été tuée par son propre dobermann, mais en approfondissant ses recherches il se rend compte que la réalité est beaucoup plus complexe, et que de plus en plus de suspects sont à prendre en considération.

## Fiche technique
- Titre original : They Only Kill Their Masters
- Réalisateur : James Goldstone
- Scénario : Lane Slate
- Producteur : 	William Belasco
- Photographie : Michel Hugo
- Montage : Edward A. Biery
- Musique : Perry Botkin Jr.
- Genre : Thriller[4].
- Société de production : Metro-Goldwyn-Mayer
- Société de distribution : Metro-Goldwyn-Mayer
- Durée : 97 minutes
- Date de sortie : 
  - 22 novembre 1972

## Distribution
- James Garner : chef de la police  Abel Marsh
- Katharine Ross : Kate Bingham
- Hal Holbrook : Dr. Warren Watkins
- Harry Guardino : Capitaine Daniel Streeter
- June Allyson : Mrs. Watkins
- Tom Ewell : Walter
- Peter Lawford : Campbell
- Edmond O'Brien : George
- Arthur O'Connell : Ernie
- Ann Rutherford : Gloria
- Art Metrano : Malcolm
- Christopher Connelly : John
- Harry Masch: Mayor Wendell
- Jenifer Shaw : Diana
- Jason Wingreen : Mallory
- Robert Nichols : Docteur Peterson
- Norma Connolly : Mrs. DeCamp
- David Westberg : State Trooper
- Lee Pulford : Jenny Campbell
- Royce D. Applegate : Harry
- Alma Beltram : Rosa